# Partito Nuance
Il Partito Nuance (svedese: Partiet nyans) è un partito politico svedese fondato nel 2019, avente come principale obiettivo la tutela della minoranza musulmana nel Paese e la creazione di una società più tollerante in generale.
Il partito ha progressivamente suscitato un certo dibattito pubblico sin dalla sua fondazione, salendo alla ribalta in occasione della campagna elettorale per le elezioni svedesi del settembre 2022, dove ha infine ottenuto lo 0,44% dei voti nel conteggio preliminare e oltre il 2% nella sola città di Malmö.

## Storia
Il partito è stato fondato nel 2019 da Mikail Yüksel, un politico svedese del Partito di Centro di origini turche che era stato espulso dallo stesso per aver avuto contatti con il gruppo ultranazionalista turco dei Lupi Grigi.
In origine esso si batteva per far punire l'islamofobia come reato e per includere i musulmani svedesi come minoranza etnica riconosciuta nella Legge Fondamentale svedese.
A fine 2019 il partito si registrò per le elezioni del 2022 e fu lanciato ufficialmente.
Il partito è stato paragonato alle volte al partito nederlandese DENK.
Alle elezioni legislative del 2022 il partito ha ottenuto lo 0,44% dei voti nazionali e il 2,1% nella città di Malmö. Durante le stesse consultazioni, inoltre, esso è riuscito a eleggere dei consiglieri comunali nei comuni di Landskrona e Botkyrka.

## Ideologia
Il partito afferma di non avere alcuna ideologia tradizionale (sebbene alcuni socialdemocratici si siano avvicinati al partito). Questi sono i punti principali del programma:
- Punti identitari: aumentare i diritti dei musulmani svedesi in generale, eliminare il divieto di indossare il velo, creare un apposito reato di islamofobia, opporsi a quelle sottrazioni di minori dalle famiglie islamiche giudicate ingiuste (secondo il programma LVU, Lag med särskilda bestämmelser om vård av unga, la legge per i provvedimenti per la salute dei giovani); combattere anche cristianofobia, afrofobia, antisemitismo e proteggere l'identità dei lapponi.
- Economia: investimenti e agevolazioni per le piccole e medie imprese (in particolare nel settore della ristorazione, con dimezzamento della MOMS), eliminazione del capitale sociale nelle aziende, agevolazioni per le assunzioni degli under-25 e tramite i centri per l'impiego; contro il mercato libero degli affitti e a favore dell'equo canone e del congelamento degli affitti per 5 anni. Eliminazione degli incentivi e delle detrazioni per le ristrutturazioni abitative (ROT-programmet) per chi ha redditi mensili sopra le 70.000 corone.
- Integrazione: istituire un esame obbligatorio di lingua svedese, favorire il dialogo tra le varie etnie.
- Affari esteri: a favore dell'UE, ma non dell'euro o della NATO (da sostituire con un'alleanza militare europea). A favore dell'entrata della Bosnia-Erzegovina e della Turchia nell'UE. A favore di sanzioni nei confronti dei Paesi europei che non accettano quote di immigrati. A favore dell'accoglienza di 3.6 milioni di profughi provenienti dalla Turchia, con creazione di posti di accoglienza in Grecia e Bulgaria. A favore della Palestina (pur non condividendo le politiche di Hamas) e contro l'occupazione della Cisgiordania da parte di Israele. A favore dell'Azerbaigian e contro l'"occupazione armena di terre azere" (in riferimento al Nagorno Karabakh).
- Sicurezza e ordine: pene aumentate per svariati reati di violenza fisica e psicologica e per il traffico di droga; piano di riabilitazione per i carcerati meritevoli.
- Sistema sociale: agevolazioni e diminuzioni di tasse per pensioni sotto le 20.000 corone mensili; un posto in cui vivere garantito a tutti gli over-85; più case di riposo, sensibilizzazione sulle condizioni degli anziani.
- Istruzione e scuola: a favore della ri-statalizzazione delle scuole comunalizzate.

## Controversie
La principale critica rivolta al partito è che sia un partito fondato su basi religiose, probabilmente un partito di stampo islamico, con tendenze antisemite e contro l'Islam sciita.
Alcuni candidati avrebbero diffuso teorie del complotto ed esagerato sulle reali condizioni dei musulmani in Svezia.
Non sono mancate critiche al partito da parte del giornalismo svedese, anche per la composizione delle liste di candidati.

## Risultati elettorali

### Elezioni legislative per il Riksdag
| Anno | Voti   | %     | +/- | Seggi   | +/- | Status            |
| ---- | ------ | ----- | --- | ------- | --- | ----------------- |
| 2022 | 28.352 | 0.44% | -   | 0 / 349 | -   | Extraparlamentare |